# محطة قطار واد التين
محطة واد التين هي محطة قطار الجزائرية تقع على أراضي بلدية فرناكة في ولاية مستغانم.

## الموقع في السكة الحديدية
تقع محطة على خط المحمدية – مستغانم [الفرنسية]، حيث تسبق محطة سيدي بنزرقة وتتبعها محطة فرناكة.

## التاريخ
في وقت الاستعمار كان اسم محطة القطار هو محطة فرناكة. تُسمى واد التين عندما تم إنشاء خط محمدية في مستغانم في عام 1959.
تقع المحطة على ارتفاع 9,200 متر ووضعت المحطة في الخدمة في عام 1879 عند افتتاح الخط القديم على الطريق الضيق 1055 مم من أرزيو إلى سعيدة [الفرنسية]  حيث، يقع في النقطة الكيلومترية (PK) 71,000 من هذه الخط، وكانت تسبق محطة المقطع وتتبع من تلك من ديبروسفيل (حالي محطة سدي بنزرقة).

## خدمة المسافرين

### خدمات
يُخدم محطة واد التين بالقطارات الإقليمية على خط المحمدية - مستغانم.